# 3724 Annenskij
3724 Annenskij eller 1979 YN8 är en asteroid i huvudbältet som upptäcktes den 23 december 1979 av den sovjetisk-ryska astronomen Ljudmila Zjuravljova vid Krims astrofysiska observatorium på Krim. Den har fått sitt namn efter den ryske författaren Innokentij Annenskij.
Asteroiden har en diameter på ungefär 15 kilometer och den tillhör asteroidgruppen Gefion.